# Jeziorko (obwód iwanofrankiwski)
Jeziorko (Jeziórko, ukr. Озерце, Ozerce) – wieś na Ukrainie, w  obwodzie iwanofrankiwskim, w rejonie iwanofrankiwskim.  
W II Rzeczypospolitej wieś w powiecie stanisławowskim województwa stanisławowskiego. W latach 1943–1944 nacjonaliści ukraińscy z OUN-UPA zamordowali tutaj 8 Polaków.
Po II wojnie światowej teren włączony w struktury Ukraińskiej Socjalistycznej Republiki Radzieckiej w ZSRR.
Od 1991 r. należy do Ukrainy. W 2001 roku Jeziorko liczyło 51 mieszkańców.
W 2020 r. w dawnej wsi nadal mieszkały dwie osoby.Wieś Jeziorko
Do 2020 w rejonie halickim, obecnie jest częścią gminy Dubowce.